# Rudolf Lamprecht
Rudolf of Rodolfo Lamprecht (Zagreb, 17 april 1781 – Padua, 26 juli 1860) was een verloskundig chirurg uit Kroatië, destijds een deel van de republiek Venetië. Later was hij hoogleraar verloskunde (1819-1858) en rector magnificus (1839-1840) van de universiteit van Padua; Padua was gelegen in het koninkrijk Lombardije-Venetië, deel van het keizerrijk Oostenrijk.

## Levensloop
Lamprecht studeerde verloskunde en chirurgie eerst in Zagreb (republiek Venetië) en dan aan de universiteit van Wenen (1808). Hij behaalde het diploma van magister in de chirurgie en verloskunde. Hij keerde terug naar Zagreb in 1812, dat ondertussen onder Oostenrijks bestuur stond. Hij was er korte tijd chirurg in een privaat ziekenhuis, docent verloskunde aan vroedvrouwen alsook militair arts voor het Oostenrijks leger.
Zijn carrière kreeg een wending in 1819. Lamprecht behaalde de leerstoel verloskunde van de universiteit van Padua in de regio Veneto, die onder Oostenrijks bestuur viel. Hij behaalde vervolgens in Padua het doctoraat in de geneeskunde (1826); zijn thesis behandelde de stuipen bij zwangere vrouwen. Zijn interesse bleef uitgaan naar de wetenschappelijke uitbouw van een kraamkliniek. In Padua bouwde Lamprecht de dienst gynaecologie uit, met een kraamkliniek en een hogeschool voor verloskundigen. Dit betekende een uitbouw van het reeds bestaand Gynaecologisch Instituut gesticht in 1765 door professor Luigi Calza.
Van 1839 tot 1840 was Lamprecht rector magnificus van de universiteit van Padua, en van 1851 tot 1858 decaan van de faculteit geneeskunde. Hij overleed in Padua in 1860.
- Gemeinsame Normdatei: 1017508658
- Virtual International Authority File: 211904147